# Thurø Rev
Thurø Rev är en strandäng i Region Syddanmark i Danmark. Det ligger på sydöstra delen av ön Thurø. Närmaste större samhälle är Svendborg, 8 km väster om Thurø Rev.